# Energomashstadion
Het Energomashstadion is een multifunctioneel stadion in Belgorod, een stad in Rusland. 
Tot 2014 heette dit stadion het Salyutstadion. Het stadion wordt vooral gebruikt voor voetbalwedstrijden, de voetbalclub FC Energomash Belgorod maakt gebruik van dit stadion. In het stadion is plaats voor 11.456 toeschouwers. Het stadion werd geopend in 1959 en gerenoveerd in 1999.